# Bruno Fricke
Adolf Georg Otto Bruno Fricke (* 7. November 1900 in Halberstadt; † 26. Mai 1985 in Santa Anita bei Santa Cruz, Bolivien) war ein deutscher politischer Aktivist (NSDAP, Schwarze Front). Fricke war u. a. neben Martin Bormann und Rudolf Höß einer der Angeklagten im Parchimer Fememordprozess von 1923, führender Funktionär in der NSDAP in den Jahren 1929 und 1930 sowie Bundesgeschäftsführer der Deutschen Sozialen Partei (DSP) in den 1950er Jahren.

## Leben und Tätigkeit

### Frühe Jahre
Bruno Fricke war ein Sohn des Bankangestellten Adolf Fricke und dessen Ehefrau Alma, geb. Hertel. Ein Jahr nach seiner Geburt zog die Familie nach Berlin. Der Vater arbeitete dort weiterhin als Bankangestellter, um sich schließlich als selbständiger Bankier zu etablieren.
Im Juni 1917, während des Ersten Weltkriegs, verließ Fricke mit der Sekundarreife das Gymnasium. Er meldete sich zur Marine-Landflieger-Abteilung. Da ihm die Pilotenausbildung verwehrt wurde, meldete er sich zur Front und kämpfte anschließend – obwohl formal Angehöriger der Marine – bis zum Kriegsende mit der preußischen Armee im Herbst 1918 in Flandern. Das Kriegsende im November 1918 erlebte er in einem Lazarett in Berlin.

#### Freikorpszeit (1919 bis 1921)
Nach der deutschen Kriegsniederlage im Herbst 1918 und dem revolutionären Umsturz in Deutschland, der auf die Kriegsniederlage folgte, trat Fricke Ende 1918 in das von dem Oberleutnant Gerhard Roßbach aufgestellte Freikorps Roßbach ein. Hierbei handelte es sich um einen militärischen Freiwilligenverband, der sich, wie diverse ähnliche Verbände, die zu dieser Zeit aufgestellt wurde, den Aufgaben verschrieb, die Revolution im Innern zurückzudrängen sowie die deutschen Grenzen im Osten gegen Gebietsansprüche der neu entstandenen osteuropäischen Staaten zu sichern.
Im Freikorps Roßbach lernte Fricke den gleichaltrigen Martin Bormann kennen, dessen frühes politisches Denken er prägte.
Von 1919 bis 1921 absolvierte Fricke eine landwirtschaftliche Lehre im Braunschweiger Gebiet. Unterbrochen wurde diese 1919 einige Monate lang dadurch, dass er mit der Eisernen Division im Baltikum kämpfte. Von diesem Abenteuer kehrte er im Dezember 1919 in die Heimat zurück. Bereits im März 1920 nahm er am Kapp-Putsch in Berlin teil.
Nach dem Ende seiner Lehre wurde Fricke an der Landwirtschaftlichen Hochschule in Berlin fortgebildet. Im selben Jahr trat er erstmals in die NSDAP ein. Er schrieb zu seinen Gründen, sich dieser Partei anzuschließen, später, er sei der NSDAP beigetreten, „weil sie sich als einzige die Annullierung des sogenannten Friedensvertrags von Versailles zum Ziele gesetzt hatte und weiterhin deshalb, weil sie uns die Weltanschauung predigte, welche der Mentalität der Frontsoldaten am meisten entspricht: den nationalen Sozialismus.“
Während des 3. Oberschlesischen Aufstandes im Frühjahr 1921 beteiligte Fricke sich mit weiteren Angehörigen der Roßbach-Organisation an den deutsch-polnischen Grenzkämpfen um die zukünftige staatliche Zugehörigkeit der Provinz Oberschlesien: Im Auftrag Roßbachs beschaffte Fricke bei Einwohnerwehren in Süddeutschland Waffen zur Ausrüstung der Roßbach-Truppe. Er berichtete später, dass er einen Waggon mit Gewehren und Maschinengewehren, die als Maschinenteile getarnt waren, von Bayern durch Sachsen nach Schlesien gelotst habe, wo die Waffen bei den Kämpfen am St. Annaberg zum Einsatz gekommen seien.
Nach dem Ende der Kämpfe in Schlesien schickte Roßbach Fricke als seinen Bezirksbeauftragten nach Mecklenburg. Später übernahm er die Leitung des Gaus Südwestmecklenburg der Deutsch-Völkischen Freiheitspartei (DVFP).

#### Tätigkeit in der geheimen Roßbachorganisation (1921 bis 1924)
Nach der offiziellen Auflösung des Freikorps Roßbach Ende 1921 war Fricke im Verein für landwirtschaftliche Berufsausbildung aktiv, einer Tarnorganisation, unter deren Namen das Freikorps Roßbach nach seinem offiziell Verbot heimlich weiterexistierte. 1922 war er dann Angestellter in der Zentrale der sogenannten „Deutschen Auskunft“ in Berlin-Wannsee, einem von Gerhard Roßbach gegründeten Detektivbüro das zugleich als heimliches Hauptquartier der Führung des Landwirtschaftsvereins und anderer Organisationen diente, in denen die Angehörigen des Freikorps Roßbach in getarnter Weise in den Jahren 1922 und 1923 weiterhin zusammengehalten wurden.
Im April 1922 nahm die Berliner Polizei Bruno Fricke zusammen mit dem Direktor des Vereins für landwirtschaftliche Berufsausbildung, Arthur Weber, auf dem Lehrter Bahnhof fest. Die Polizei argwöhnte zurecht, dass einige Männer, die die beiden begleiteten, ehemalige Freikorpsleute waren, die illegal zusammengehalten und versteckt werden sollten. Aus einem bei Fricke sichergestellten Notizbuch ging den Sicherheitsbehörden zufolge hervor, dass er „in lebhafter Verbindung mit den verschiedensten rechtsgerichteten Organisationen“ stehe.
Wenige Wochen später Fricke erneut in den Fokus der Behörden: Nach der Ermordung des Reichsaußenministers Walther Rathenau am 24. Juni 1922 wurde er erneut festgenommen. Er bestritt in der polizeilichen Vernehmung mit der Tat in irgendeiner Beziehung zu stehen. Die Ermittlungen ergaben, dass er sich zum Tatzeitpunkt wahrscheinlich in der Roßbach-Zentrale in Berlin-Wannsee aufgehalten hatte. Da das bei ihm gefundene Material als Beweismittel zur Sache Rathenau nicht in Frage kam, wurde Fricke daher am 29. Juni 1922 wieder aus dem Gewahrsam entlassen. Allerdings wurde eine Schusswaffe, die in seinem Pensionszimmer entdeckt worden war (er behauptete, dass ein Kamerad, der bei ihm genächtigt habe, die Waffen liegen gelassen habe), ohne dass er über einen Waffenschein verfügte, beschlagnahmt.

#### Verwicklung in der Parchimer Fememord und Haft (1923/1924)
Anfang 1923 war Fricke in den sogenannten Parchimer Fememord verstrickt, bei dem Angehörige des Vereins für landwirtschaftliche Berufsbildung einen angeblichen Verräter innerhalb ihrer Organisation töteten. Als direkte Tatbeteiligte wurden von den Behörden schließlich Bormann und Rudolf Höß angeklagt und verurteilt. Fricke wurde, da er zwei der an der Tat Beteiligten zur Flucht verholfen hatte, wegen „Begünstigung“ dieser Mittäter angeklagt und zu einer Haftstrafe von zehn Monaten verurteilt, wobei ihm vier Monate als durch die Untersuchungshaft angerechnet wurden.
Während seiner Haftzeit beschäftigte Fricke sich intensiv mit den Schriften von Oswald Spengler und Friedrich Nietzsche („Nietzsche wurde der Philosoph meines Lebens!“), wobei er sich insbesondere Nietzsches Konzept vom „Willen zur Macht“ und dessen Elitetheorie zu eigen machte und als wichtige Bestandteile in seine eigene Ideologie integrierte. Die Idee einer Elite als herrschender Klasse, die dazu berufen sei, die Masse der Bevölkerung zu führen sowie die Idee der Notwendigkeit einer Überwindung der dekadenten bürgerlichen Gesellschaft waren für Fricke politisch fortan leitend. Beide Vorstellungen fügten sich nahtlos mit der entschiedenen Ablehnung von Demokratie und Parlamentarismus, die er bereits seit der Umbruchszeit der Jahre 1919 und 1920 in sich trug, zusammen. Überwölbt wurde Frickes strukturierte Ideologie von irrational-idealistischen Vorstellungen eines martialischen Heroismus, die er sich, wie viele seiner Generation im Krieg und Nachkrieg angeeignet hatte. Er war durchdrungen von der sozialdarwinistischen Idee des Lebens als einer Aneinanderreihung von gewaltsamen Zusammenstößen, als einem ewigen Kampf, der bis zum Ende des irdischen Daseins ausgefochten und mit Haltung erduldet werden müsse. Selbst und gerade im tragischen Untergang müsse der streitbare Mann noch aufrecht standhalten.
In einem Aufsatz der 1920er Jahre brachte er den „heroischen“ – militaristischen und Gewalt idealisierenden – Bestandteil seines Gedankenlebens bzw. das aus diesem Denken resultierende Selbstverständnis in verherrlichenden Formulierungen zum Ausdruck:
„Uns ist das Kämpfen blutbestimmte Notwendigkeit […]. In den Materialschlachten des großen Krieges wurde die Kämpferauslese unserer Generatione geboren. Ob auch die Schlachten verrauschten und sogenannter Friede herrscht, wir werden Krieger bleiben, wo wir auch stehen, welchen Beruf wir ergriffen, was uns ernährt ist belanglos. Wir sind Soldaten. Unser Blut wurde wach […] und wir wissen heute, dass wir das härteste Element, die eiserne Auslese unseres Volkes darstellen.“
Als Fricke Ende 1924 das Gefängnis verließ, erreichte ihn die Mitteilung des Oberreichsanwalts, dass gegen ihn ein Verfahren wegen Waffenschiebung und Geheimbündelei aufgrund von Taten aus dem Jahr 1921 eingeleitet werden würde. Um sich der Gefahr einer erneuten Inhaftierung zu entziehen, beschloss er, ins Ausland zu gehen. Er wählte schließlich Südamerika als Ort der Emigration aus. Später schrieb er über diese Entscheidung: „Es ist verständlich, dass ich mich dem [der erneuten Inhaftnahme] zu entziehen und auszuwandern beschloss, und so gelangte ich zum ersten Male nach Amerika - auf der Flucht.“

### Erster Aufenthalt in Südamerika und politische Betätigung in Deutschland und Südamerika (1925 bis 1929)
Im November 1925 reiste Fricke von Hamburg mit einem Dampfer nach Brasilien. Dort arbeitete er auf einer Estancia als Mayordomo (Verwalter). Bereits 1926 konnte er aufgrund einer Amnestie nach Deutschland zurückkehren, wo er zunächst erneut in Berlin lebte.
1927 arbeitete Fricke an der von Ernst Jünger herausgegebenen Zeitschrift Arminius mit. Im Verlag des Arminius wurde Fricke jedoch verdächtigt, sich als Informant für Hitler und Joseph Goebbels innerhalb der Zeitschrift zu betätigen.
Als der Arminius-Verlag später im Jahr 1927 in andere Hände überging, verließ Fricke diesen. Er entschied sich nach einer Rücksprache mit Hitler, fortan in Südamerika für den Nationalsozialismus zu wirken.
1928 landete er wieder in Brasilien. Im brasilianischen Estancia arbeitete er als Mayordomo (Verwalter). Ebenfalls 1928 lernte Fricke während eines Aufenthaltes in Paraguay seine spätere Ehefrau Anna Käthe Schade kennen. Sie war in Mecklenburg geboren, aber in Paraguay aufgewachsen, wo ihr Vater einen großen Landbesitz verwaltete.
Er ließ sich in Paraguay nieder, wo er in der Colonia Independencia südamerikanische Nationalsozialisten um sich sammelte und den Kern der ersten NS-Landesgruppe in Südamerika („Gruppe Paraguay“) schuf. In seiner Aufbauarbeit in Südamerika ritt er, versehen mit einem Ausweis des Organisationsleiters der Partei, von Siedlung zu Siedlung in Brasilien, Argentinien und Paraguay, um Stützpunkte für die Partei zu gründen und Vertrauensleute zu gewinnen. Fricke verfasste Berichte und Zeitungsartikel aus Südamerika, die im Völkischen Beobachter erschienen. Fricke behauptete auch, dass diese bewirkt hätten, dass man in München die Zweckmäßigkeit einer Tätigkeit im Ausland erkannte. In der Kleinstadt Villarica gründete Fricke eine Ortsgruppe der NSDAP. Sein nach München übersandter Vorschlag eine Auslandsorganisation der Partei ins Leben zu rufen, wurde hingegen abgelehnt. Wie der stellvertretender Propagandachef der Partei, Heinrich Himmler, ihm mitteilte, fehlte der Partei hierfür das Geld.
Mitte 1929 kehrte Fricke nach einer Amnestie nach Deutschland zurück.
Die von ihm in der Folgezeit vertretenen politischen Ideen waren ständestaatlich, völkisch und national-revolutionär sowie heroistisch-idealistisch. Sein Ziel erblickte er in der Sammlung revolutionärer Kämpfer.

### Betätigung in Deutschland (1929 bis 1931)

#### Bezirksleiter der NSDAP im Freistaat Lippe (1929)
Im Spätsommer 1929 brachte Heinrich Himmler Fricke als Bezirksleiter der NSDAP für den Freistaat Lippe, in dem die Parteiorganisation sich in einem kläglichen Zustand befand, in Vorschlag. Fricke wurde im August 1929 von Berlin zum Reichsparteitag der NSDAP, der damals in Nürnberg stattfand, gerufen und mit der Stellung in Lippe betraut.
Fricke erblickte in der Beauftragung mit der Leitung der NSDAP in Lippe in der Rückschau eine große Zäsur in seinem Leben und den Beginn des "zweite[n] Abschnitt[s]" seines "politischen Wirkens.
Am 9. August 1929 wurde Fricke offiziell vom Gauleiter der NSDAP für Westfalen, Josef Wagner, als Bezirksleiter der NSDAP und als SA-Führer für das Gebiet Lippe-Detmold eingesetzt. Das Verhältnis Frickes zu Wagner war schnell sehr belastet. Fricke erklärte später, dass Wagner in seinen Augen ein „skrupelloser, ein- und ungebildeter“ Mann gewesen sei, mit dem er menschlich nicht zurecht gekommen sei.
Fricke nahm als Bezirksleiter Quartier in der Kleinstadt Horn. Er folgte der Taktik, möglichst großes Aufsehen zu erregen um so die Aufmerksamkeit der Medien und der Bevölkerung auf die NSDAP und SA zu lenken. Die Parteiorganisation die er vorfand hielt er für verspießert und unfähig „irgendwelche Taten“ zu tun und unfähig „brutale Machtkämpfe“ auszufechten. Er hielt es daher für erforderlich, die Form der „parlamentarischen Spießer-Partei“ zu überwinden und die Partei in der Region zu einer Kampftruppe zu machen.
Durch seine rhetorische Begabung, sein militärisches Auftreten und seine Kampfeslust gelang es Fricke, viele begeisterte Anhänger um sich zu scharen. Zugleich sah er sich aber auch starken Anfeindungen durch jene Kräfte in der Partei ausgesetzt, denen sein Verhalten zu weit ging, ausgesetzt. Der Bezirksleiter von Bielefeld Heinrich Homann berichtete bald, das täglich Beschwerden über Fricke einlaufen würde.
Die Gewaltbereitschaft von Frickes Truppe wurde auch von der Presse nachdrücklich angeprangert.
Während einer nationalsozialistischen Weihnachtsfeier in Detmold 1929 eskalierte die Gewalt: Fricke versuchte seine Kritiker in den eigenen Reihen und einen vermeintlichen Informanten der gegnerischen Presse während dieser Feier umzubringen. Zwar starb niemand, doch erlitten mehrere Personen erhebliche Verletzungen. Nachdem Fricke einen Kritiker bezichtigte, ein marxistischer Spitzel zu sein, musste er seinen Posten als Bezirksleiter in Lippe im Februar 1930 räumen. Aufgrund der Sprengung der Weihnachtsfeier wurde er zudem, wenn auch nur kurzzeitig, aus der NSDAP ausgeschlossen.
In anderen Quellen ist davon die Rede, dass er Parteigelder unterschlagen hatte, sowie dass er durch seine Eigenmächtigkeiten, seine Willkür und seine Brutalität (er soll sogar versucht haben, Kritiker in den eigenen Reihen ermorden zu lassen) aufgefallen sei. Als NSDAP-Bezirksleiter in Lippe wurde Fricke daher zum Jahresende von Manfred Fuhrmann abgelöst.
Lange nachdem Fricke aus Detmold weggezogen war leitete die Staatsanwaltschaft ein Strafverfahren wegen Mordversuchs gegen ihn ein, da ihr inzwischen zugetragen worden war, dass es sich bei den Vorfällen vom Dezember 1929 um keine gewöhnliche Wirtshausschlägerei, sondern um ein vorbereitetes „Unternehmen zur Beseitigung des [Spitzels] Lerch“ gehandelt habe. Es wurde eine Voruntersuchung wegen Mordversuchs und einiger anderer Straftaten (u. a. wegen revolutionären Umsturzes) eingeleitet. Fricke konnte jedoch nicht belangt werden, da er sich in Danzig befand, das seit 1919 kein Teil des Deutschen Reiches mehr war. Das Verfahren wurde wegen Abwesenheit Frickes vorläufig eingestellt.
Nach seiner 1930 erfolgten Wiederaufnahme in die Partei beteiligte Fricke sich an der Gründung der Auslandsabteilung in der Reichsleitung der NSDAP bzw. der Auslandsorganisation der Partei, der die genannte Auslandsabteilung als Führungsorgan vorstand. Fricke gilt dabei in der Literatur als derjenige, auf dessen Initiative hin die Auslandsorganisation gegründet wurde. Nachweisbar ist, dass Fricke im März 1929 der NSDAP-Leitung von Paraguay aus vorgeschlagen hatte, ein Büro für Auslandsdeutsche einzurichten und das bald darauf die genannte organisatorische Entwicklung zum Aufbau einer Auslandsorganisation einsetzte, so dass es nicht unplausibel erscheint, dass Frickes Anregung tatsächlich der Anstoß war, aus dem heraus die Parteiführung sich entschied, mit dem Aufbau einer ordentlichen Auslandsorganisation der NSDAP zu beginnen.
1930 brachte Fricke im Auftrag von Gregor Straßer seine Überlegungen zu einem Auslandsamt der NSDAP zu Papier. Er empfahl die Auslandsorganisation entsprechend der reichsdeutschen Gauleitungen aufzubauen und sie direkt der Reichsleitung der Partei in München zu unterstellen. Er argumentierte, dass eine solche Dienststelle das Recht haben müsse, ihre Führer jenseits der Grenzen selbst zu ernennen. Ambitionen Frickes auf die Leitung der neuen Organisation erteilte Straßer jedoch eine absage.

#### „Gauleiter“ und SA-Führer von Danzig  (1930)
Ebenfalls 1930 wurde Fricke Geschäftsführer des Gaues Danzig der NSDAP und zugleich Führer der Danziger SA-Standarte. De facto war Fricke in dieser Stellung Gauleiter des Gaues Danzig, dem nominell allerdings kein Gauleiter beigegeben war. Der de facto-Charakter der Übereinstimmung seiner Stellung mit der eines Gauleiters hat zur Folge gehabt, dass Fricke in der Literatur gelegentlich für diese Zeit als „Gauleiter“ von Danzig bezeichnet wird.
Im März 1930 wurde Fricke berufen.
Es gelang Fricke rasch die faktische Führung des Gaus zu übernehmen. Mitte März 1930 bekam er zudem vom Gausturmführer Werner Siegfried die Führung der SA-Standarten Danzig und Elbing übertragen. Besonderen Stellenwert maß Fricke dem Auf- und Ausbau der SA in Danzig bei.
In seiner Parteistellung in Danzig unterstand Fricke 1930 dem NSDAP-Gauleiter von Ostpreußen, Erich Koch, und in seiner Stellung als SA-Führer dem sogenannten OSAF-Stellvertreter Ost, Walther Stennes, dem Oberbefehlshaber der SA in Berlin und den ostelbischen Gebieten.
Das Verhältnis zwischen Fricke und Koch entwickelte sich im Laufe des Jahres 1930 rasch in einer negativen Weise, so dass die NS-Bewegung in Danzig bald faktisch in einen Koch- und einen Fricke-Flügel gespalten war. Koch löste den NSDAP-Gau Danzig schließlich auf und ernannte Wilhelm von Wnuck aus Langfuhrt zum Treuhänder der NSDAP in Danzig. Frick wurde der Parteileitung gegenüber auf Kochs Betreiben als Unruhestifter und Parteizersetzer hingestellt.
Frickes Biograf vermutet, dass der stellvertretende Gauleiter von Ostpreußen Walter Maass Fricke ohne Wissen des Gauleiters Fricke im März 1930 als Leiter der NSDAP in Danzig berief. Mitte März 1930 betraute der ostpreußische SA-Gausturmführer Werner Siegfried ihn zudem mit der Führung der SA-Standarten Danzig und Elbing. Biografen vermuten, dass Frickes Doppelstellung als politischer Leiter und SA-Führer die Wurzel für den sich entwickelnden Konflikt mit Koch darstellte: Fricke schrieb später, dass die Tätigkeit in Danzig ihm „ein unabhängiges und selbständiges Arbeiten“ mit einigen treuen SA-Leuten und Parteianhängern, entrückt von der Parteizentrale in München und ihren Intrigen ermöglicht habe. Eigenmächtiges Handeln seinerseits scheint die Situation dabei erheblich zugespitzt zu haben.
Als SA-Führer galt Fricke als „äußerst tüchtig und ambitioniert“. Besonders als Redner in Versammlungen gelang es ihm zu punkten und sich Anhänger zu gewinnen. Durch Frickes Einfluss gelang es, die Mitgliederzahl der NSDAP in Danzig bis Juni 1930 auf achthundert Mann zu steigern und damit zu verdoppeln.
Ablehnung erzeugte Fricke vor allem in der Gauleitung, die den von ihm vertretenen militanten Kurs ablehnte und seiner Forderung, dass die SA-Männer zuallererst der SA gegenüber eine Treuepflicht hätten, misstraute.
Im Sommer 1930 kam es daher zum offenen Konflikt zwischen Koch und Fricke: Entscheidender Stein des Anstoßes war wahrscheinlich, dass Fricke in Danzig praktisch alle Aufgaben eines Gauleiters wahrnahm, wodurch die Hoheit Kochs über Danzig im Grunde obsolet wurde. Für Groll auf Seiten des Gauleiters führte auch, dass Fricke eigenmächtig mit dem Hochkommissar des Völkerbundes für Danzig, Manfredi Graf Gravina, ein Gespräch über politische Belange führte. Für Koch wurde Fricke unhaltbar, als dieser begann, eigenständige Politik zu betreiben.
Am 15. Juli 1930 berichtete Koch dem Leiter der Parteiorganisation der NSDAP, Gregor Straßer, dass Fricke sich als „ein absolut unzuverlässiger Kantonist“ herausgestellt habe und dass die Situation dramatisch geworden sei. Fricke bat daher Straßer darum, einen von ihm eingereichten Antrag auf Ausschluss Frickes aus der Partei zu befürworten. Zur formalen Begründung seines Antrags machte er geltend, dass Fricke gegen seine Anordnung 2.000 Gulden Schulden gemacht und den gau in wenigen Monaten Tätigkeit als Standartenführer und Gaugeschäftsführer 5.000 Gulden gekostet habe.
Kochs Versuche, Fricke auszubooten und aus der Partei ausschließen zu lassen, scheiterten zunächst.
Grund hierfür war, dass Fricke auch über zahlreiche nachdrückliche Unterstützer in der NS-Bewegung in Danzig verfügte. So schrieben die drei Ortsgruppenleiter von Danzig, Zoppot und Langfuhr am 20. Juli 1930 einen Brief an Hitler, in dem sie diesem versicherten, dass Fricke ein Mann von „persönliche[r] Lauterkeit und Anspruchslosigkeit“ sei, dass es diesem gelungen sei, die SA in dem Gebiet in ihrem Umfang zu verdreifachen und ihre Disziplin erheblich zu steigern, sowie dass die Partei durch Fricke „wieder zum Leben und Ansehen erwacht“ sei. Die drei Männer setzten dem Parteichef auseinander, dass Fricke die nationalsozialistische Bewegung in Danzig „wie kein anderer“ repräsentiere. Aus diesem Grunde könne man sagen,  so erläuterten die drei Funktionäre Hitler, dass die Bewegung in Danzig mit Fricke stehe und falle. Die Ortsgruppenleiter ersuchten Hitler daher, ihnen nicht einen Führer zu „rauben“, der dies (ein Führer) „im wahren Sinne des Wortes“ sei.
Demgegenüber warf der Gauleiter Koch Fricke in einem weiteren Schreiben am 30. Juli 1930 vor, dass dieser „systematisch jede Arbeit der politischen Leitung mit Absicht sabotiert“ und dass die SA versuche eigene Politik zu treiben.
Koch reagierte hierauf, indem er Fricke in eigener Verantwortung durch Arthur Greiser als Gaugeschäftsführer. Der Oberste SA-Führer, Franz Pfeffer von Salomon, entschied sich darauf, Fricke als SA-Führer zu beurlauben, damit dieser die Probleme, die zwischen ihm und der Politischen Organisation entstanden waren, klären könnte. Er betonte aber, dass er die „guten positiven Erfolge“ Frickes als SA-Führer „ausdrücklich“ anerkenne und belobige und dass die Vorwürfe gegen ihn mit der SA nichts zu tun hätten.
Der ostdeutsche SA-Chef Walther Stennes stellte sich sogar ausdrücklich hinter Fricke: Die SA werde von den politischen Leitern immer wieder „über's Ohr gehauen“. Die Parteileitung fördere diesen Zustand, indem sie ihn passiv dulde. Auf diese Weise würde die Parteiführung das Vertrauen der SA zunehmend verlieren.
Der de facto-Generalsekretär der NSDAP, Gregor Straßer, wertete Frickes Verhalten derweil als Teil einer Rebellion der SA gegen die Politische Organisation.
Koch glaubte aufgrund der Unterstützung der politischen Leitung der Partei stark genug zu sein, um Fricke ausschalten und die alten Verhältnisse wiederherstellen zu können.
Am 21. August 1930 wurde eine Parteiversammlung aller Danziger Mitglieder der NSDAP einzuberufen, die dem Zweck diente, die Niederlage der SA zu demonstrieren. Fricke wurde, da er beurlaubt war, der Zutritt zum Saal verwehrt. Er revanchierte sich hierfür, indem er seine Anweisungen von draußen gab und die Versammlung durch seine Anhänger sprengen ließ. Die meisten SS-Leute in Danzig liefen zur SA über, während der Gauleiter Koch machtlos zusehen musste. Fricke setzte sich in dieser Situation als großzügiger Schoner in Szene, indem er seinen Leuten befahl, den gefangen genommenen SS-Kommandeur unverletzt ziehen zu lassen.
Hitler verschob die Abrechnung mit Fricke bis nach der Reichstagswahl vom September 1930, da er fürchtete, dass eine öffentliche Auseinandersetzung vor der Wahl das Abschneiden seiner Partei negativ beeinflussen könnte.
Am 24. September 1930 verfügte er: „Der Gau Danzig der NSDAP ist aufgelöst worden. Mit der Neuorganisation ist Arthur Greiser […] beauftragt worden. Bruno Fricke wurde aus der NSDAP ausgeschlossen.“
Am 2. September 1930 wurde Fricke schließlich von Hitler persönlich durch eine Anordnung, die im Völkischen Beobachter veröffentlicht wurde, unter Berufung auf Artikel 4 Absatz 2 der Parteisatzung aus der NSDAP ausgeschlossen. Grund war der Konflikt zwischen ihm und Koch. Offiziell wurde illegaler Waffenbesitz geltend gemacht.

#### Zusammenarbeit mit Walther Stennes (1930/1931)
Nach seiner Entfernung aus der NSDAP trat Fricke im Herbst 1930 in die von Otto Strasser als Sammelbecken für stärker sozialistisch orientierte NSDAP-Anhänger gegründete Kampfgemeinschaft Revolutionärer Nationalsozialisten (KGRN) ein. Seit dieser Zeit entwickelte Fricke sich zu einem engen Vertrauensmann und Mitarbeiter von Straßer. Dieses Verhältnis der beiden Männer sollte mehr als zwanzig Jahre lang währen.
Ende 1930 siedelte Fricke von Danzig nach Berlin über. Ein Gesuch, das er dort stellte, wieder in die NSDAP aufgenommen zu werden, wurde abgelehnt.
Im April 1931 unterstützte Fricke die sogenannte 2. Stennes-Revolte, eine von Berlin ausgehende Rebellion von Teilen der Sturmabteilung, des Straßenkampfverbandes der NSDAP, gegen die Parteileitung der NSDAP und den Parteiverwaltungsapparat (die „Politische Organisation“).
Hinter der Revolte stand die Ablehnung großer Teile der SA mit der, nach Meinung der Rebellen, zu wenig revolutionären und aktivistischen Haltung der Parteiführung und der Funktionäre des Parteiapparates der NSDAP, die anstatt des von einem Großteil der SA-Leute gewünschten „revolutionären“ Kurses zur Eroberung der Staatsmach, einen strikt legalen Kurs verfolgten: Während der erstere die Übernahme des Staates durch einen gewaltsamen Umsturz forderte, erstrebte der legale Kurs, durch einen Sieg bei Wahlen eine Mehrheit der Sitze im Parlament zu erlangen, um infolgedessen mit der Regierungsführung beauftragt zu werden, um dann die legal in die Hände der Partei gelangte legislative und exekutive Gewalt zu nutzen, um den Staat legal in eine Diktatur umzubauen.
In Berlin, und zu einem geringeren Gerade in einigen anderen ostelbischen Gebieten, begann infolgedessen am 1. April 1931 eine offene Revolte einer großen Zahl von SA-Angehörigen gegen Hitler und die Parteileitung der NSDAP sowie gegen Joseph Goebbels und die Leitung des Gaues Berlin der NSDAP. Der Funke, der die durch die Unzufriedenheit der Parteiarmee mit dem politischen Kurs der politischen Führung motivierte Revolte der SA zum Ausbruch brachte, war das Bekanntwerden der Absicht, den SA-Kommandeur für Ostdeutschland Walther Stennes, an dem die meisten ostdeutschen SA-Leute mit großer Zuneigung und Loyalität hingen, von seinem Posten zu entfernen. Um dies abzuwenden schritten hunderte SA-Leute in Berlin und dann auch in anderen Orten zum gewaltsamen Angriff gegen den Parteiapparat.
Hitler und die Parteiführung reagierten auf die Revolte mit Massenausschlüssen aus der Partei und der SA. Stennes sammelte die sich ihm anschließenden SA-Leute daraufhin in einer eigenen neuen Organisation, die die NSDAP fortan wegen ihres mangelnden revolutionären Schwungs und ihrer Verbonztheit bekämpfte.
Fricke schloss sich der Revolte der Stennes-Gruppe sofort an. Die revolutionäre Linie der Stennes-Leute entsprach seinen eigenen Vorstellungen, wie der politische Kampf geführt werden sollte, die er 1929 einmal auf die Formulierung gebracht hatte: „Es war und ist mein Bestreben, Revolutionäre zu züchten, die ich zu erbitterten Kämpfern machen will, und Revolutionäre in den Reihen der Partei zu sammeln, die gegebenenfalls auf die Barrikaden steigen.“ In den folgenden Monaten trat er als Versammlungsredner für die Stennes-Organisation auf und verfasste er Beiträge für die Zeitung der Organisation Arbeiter, Bauner, Soldaten. Eigenen Angaben zufolge redigierte Fricke die Stennes-Zeitung sechs Monate lang von April bis Oktober 1931.
Nach Straßers Angaben führte Fricke nach dem Ende der Revolte etwa ein Fünftel der Rebellen in die Kampfgemeinschaft Revolutionärer Nationalsozialisten, wo aus ihnen eine eigene Saalschutztruppe aufgebaut worden sei, die sich „Schwarze Garde“ nannte.
Versuche im Sommer 1931, die beiden sozialrevolutionären Sezessionen der NSDAP – die 1930 aus der Partei ausgeschiedenen Anhänger von Otto Straßer und die Stennes-Rebellen – in einer gemeinsamen Organisation zusammenzuschließen hielten nur wenige Wochen. Sie scheiterten an den unterschiedlichen Konzeptionen und Ambitionen der Anführer beider Gruppen und an dem Unwillen der Spitzen beider Seiten, sich einem anderen unterzuordnen. Fricke war dabei zwischen seinen Loyalitäten zu Otto Straßer und Walther Stennes hin- und hergerissen.
Da sowohl die Straßer-Organisation als auch die Stennes-Organisation eine nur relativ geringe Zahl an Anhängern zu gewinnen in der Lage waren, sah Fricke im Herbst 1932 für sich politisch und beruflich in Deutschland keine Zukunft mehr. Hinzu kam, dass er ein Interesse hatte, sich der gegen ihn laufenden Strafverfolgung wegen abfälliger Äußerungen über zwei ehemalige Minister zu entziehen. Er entschloss sich daher im Oktober 1931 wieder nach Südamerika zu gehen.
Im Oktober 1931 schiffte er sich mit dem Dampfer Württemberg nach Buenos Aires ein. Von dort reiste er nach Paraguay weiter.

### Leben in Südamerika (1932 bis 1950)

#### Erste Jahre im Exil (1932 bis 1939)
1932 wanderte Fricke erneut nach Paraguay aus. Anfang 1932 übernahm er eine Lehrerstelle in Obligado, einer deutschen Kolonie im Südosten des Landes.
Von 1932 bis 1943 leitete Fricke außerdem die Südamerika-Sektion der Schwarzen Front. Dieses war eine von Strasser als Nachfolgeorganisation der KGRN gegründete Untergrundorganisation, die auf Basis eines nationalrevolutionär und sozialistischen Selbstverständnisses gegen den NS-Staat kämpfte.
Straßer ernannte Fricke zu seinem Stellvertreter und zum Kampfleiter der Schwarzen Front in Südamerika. Gruppen revolutionärer Sozialisten schuf Fricke in Paraguay, Brasilien und Argentinien.
Der Landesleiter der NSDAP in Paraguay meldete im März 1933 über Frickes Propagandatätigkeit, dass dieser ein „guter Agitator“ sei, der durch sein forsches Auftreten, dort wo er kurz auftrete, recht gut wirke. Wo man ihn näher kennenlerne, sei er jedoch bald recht unbeliebt gewesen. Angeblich wegen seiner „Lügenhaftigkeit und Unlust zu irgendwelcher Arbeit“.
Das Mitteilungsblatt der Nationalsozialisten in Paraguay urteilte im Februar 1935 über Fricke, dass dieser ein „politischer Schauspieler“ und „Clown“ sei, der sich für seinen „Busenfreund“ Otto Straßer in Paraguay als „Zeitungsjunge“ betätige. Er gebärde sich als ob er berufen wäre, von Paraguay aus „die kommende Revolution“ ins Werk zu setzen. Aber gegen „Größenwahn und Dummheit“ sei eben noch kein Kraut gewachsen.
1935 zog Fricke nach Buenos Aires in Argentinien über, um Nachstellungen der deutschen Gesandtschaft in Asunción zu entgehen.
Am 9. November 1935 erschien die erste Ausgabe des von Fricke redigierten Kampfblatts für Südamerika. zugleich versuchte er über zwei Radiosender Pampero (nach Deutschland) und Lasso (für Deutsche iN Südamerika) Propaganda gegen Hitler zu verbreiten. Das kAMPFBLATT musste nach einem halben Jahr aus Geldmangel sein Erscheinen einstellen. Über die Radiosender meldete die deutsche Botschaft nach Berlin, dass die Sender trotz großer Ankündigungen „nie in Funktion getreten“ seien.
Fricke sammelte Arbeiter und Angestellte von Unternehmen mit deutschem Kapital in sogenannten „Kampfzellen“. Die Zahl der Fricke-Anhänger wurde von der Botschaft in Buenos Aires 1936 auf etwa 70 geschätzt.
Im Auftrag Straßers reiste Fricke während der folgenden Jahre viel in Brasilien, Argentinien und Paraguay umher, um in den Gemeinden der Südamerika-Deutschen Stützpunkte für die Straßerbewegung zu gründen und Vertrauensleute zu gewinnen.
Ab 1934 ließ die deutsche Gesandtschaft in Asuncion Fricke auf Bitten der Geheimen Staatspolizei observieren und durch Agenten und Spitzel Erkundigungen über ihn einziehen. Auf diesem Wege erfuhr man, dass er seit 1933 in Paraguay wieder politisch aktiv war und insbesondere Stennes-Leute um sich sammelte sowie dass er die Strasser-Zeitschrift Die Deutsche Revolution in Paraguay verbreitete. Im Mittelpunkt seiner politischen Betätigung standen Versuche möglichst viele Hitler-Gegner unter den Auslandsdeutschen und Emigranten in Lateinamerika zu werben, dabei suchte er nicht nur Kontakte zu Nationalkonservativen und Nationalbolschewisten, sondern sogar zu linken Gruppen wie der sozialdemokratischen Reichsbannergruppe in Argentinien.
Die deutschen politischen Exilanten in Südamerika wahrten Distanz zu Fricke und den übrigen Straßer-Anhängern. Dies war insofern wenig überraschend, als Straßers Organisation offen einräumte, mit antifaschistischen Gruppierungen nur zu taktischen Zwecken bis zum Sturz des Regimes in Deutschland zusammen arbeiten zu wollen, dass sie aber „im Grundsätzlichen“ mit diesen keine Übereinstimmung sehe („Wir sind und bleiben nationale Sozialisten“). Kommunisten und Juden schlossen Straßer und Fricke als potentielle politische Partner aus.
Auf Anregung von Heinrich Himmler sollte 1934/1935 versucht werden, Fricke zu entführen und mit einem Schiff nach Deutschland zu verschleppen. Nachdem dies gescheitert war, wurde er im Juli in Deutschland ausgebürgert und seine Ausbürgerung im Deutschen Reichsanzeiger und Preußischen Staatsanzeiger vom 25. Juli 1936 bekannt gegeben.
Weitere Sabotagemaßnahmen, die gegen seine Betätigung eingesetzt wurden, waren ein Einbruch in seinem Büro und der Diebstahl der Kartei seiner Organisation, während er selbst aufgrund von Denunziationen zweimal in Argentinien verhaftet wurde. Diese Störungsmanöver führten schließlich zum Ende der Geschäftsstelle der Schwarzen Front und der gleichnamigen Zeitschrift.
Das Kampfblatt musste schließlich sein Erscheinen einstellen, weil Fricke die Druckkosten nicht mehr begleichen konnte. Öffentliches Aufsehen erregte die Falschbezichtigung des Agenten Heinrich Jürges im Argentinischen Tagesblatt, dass Fricke ein Agent des Dritten Reiches sei, die die Zeitung kurz darauf öffentlich zurückzog und sich für diese entschuldigte. Jürges gelang es außerdem die Kasse und die Mitgliederliste der SF zu stehlen.
Mitte der 30er Jahre sah sich Fricke einem schweren Verfolgungsdruck in Paraguay ausgesetzt: Die Deutsche Botschaft stellte ihm nach und versuchte ihn zu diskreditieren. Später tauchten Behauptungen auf, es sei überlegt worden, ihn nach Deutschland zu entführen oder zu vergiften.
1936 zog Fricke sich weitgehend aus dem politischen Leben zurück. Zeitgleich mit dem Versickern der Arbeit der Schwarzen Front in Lateinamerika erlebte diese auch in der Tschechoslowakei, wo Straßer selbst die Organisation führte um 1936 einen Niedergang, so dass die Bewegung während der Jahre 1936 bis 1940 weitgehend zum Erliegen gekommen war. Fricke selbst gab später an, dass seine wirtschaftlichen Probleme und die Kampagne der örtlichen NSDAP gegen ihn (die ihn diffamierte und ihm körperliche Gewalt in Aussicht stellte) der Grund für seinen Rückzug aus der Öffentlichkeit gewesen seien.

#### Zweiter Weltkrieg
Nachdem die Patagonien-Affäre – ein Gerücht, dass das Deutsche Reich den Plan hege die argentinische Provinz Patagonien mit dem Argument zu annektieren, dass Argentinien auf diese keinen Anspruch habe, da sie nur gering besiedelt sei – seit 1939 für eine argwöhnische Stimmung gegenüber Deutschen in Argentinien sorgte, tauchte Fricke 1940 als recht prominenter Dissident des in Deutschland herrschenden Systems wieder in der Öffentlichkeit auf. Etwa zur selben Zeit wurde Otto Strasser nach Kanada gebracht.
Am 30. Januar 1941 folgte die Gründung der Frei-Deutschland-Bewegung (FDB) durch Otto Straßer als Vehikel zur Wiederbelebung und Systematisierung von Straßers Anstrengungen, vom Exil aus den innerdeutschen Widerstand gegen das nationalsozialistische Regime voranzutreiben. Straßer verkündete die Absicht, mit dieser Bewegung „alle deutschen Hitlergegner im Exil zu einer mächtigen Kraft gegen Hitler [zu] vereinigen“. Fricke wurde von Straßer zum 1. Vizepräsidenten der FDB ernannt. Die deutschen Exilgruppen hielten jedoch größtenteils weiter Distanz zu Straßer und seinen Gefolgsleuten. Die FDB galt vielen deutschen Emigranten als „eine Organisation reaktionären und nationalistischen Charakters“, die sich jedoch „demokratisch“ verkleide.
Vor einem Untersuchungsausschuss der argentinischen Parlaments über antiargentinische Tätigkeiten (Comisión Investigadora de Actividades Antiargentinas) erklärte Fricke 1941, dass der SD-Mann Karl Arnold einen Mann namens Franz Friebel dazu veranlassen hätte wollen, ihn (Fricke) zu vergiften. In einem späteren Erinnerungsbericht behauptete er hingegen, dass Schüsse auf ihn abgegeben worden seien.
Nachdem die Arbeit Frickes in Lateinamerika infolge dieser Vorgänge weitgehend zum Erliegen gekommen war, bot der Beginn des Zweiten Weltkriegs ihm Gelegenheit diese in einer effektiven Weise wieder aufzunehmen. Seit 1940 nannte sich Frickes Strasser-Organisation in Südamerika „Freie Deutsche Bewegung“". Durch die Kriegssituation erhielt die Strassersche Frei-Deutschland-Bewegung in Südamerika einen gewissen Zulauf, so dass Fricke als Vizepräsident der Gesamtorganisation schließlich 14 Landesorganisationen leitete und eine erhebliche publizistische Aktivität entfalten konnte. Insbesondere arbeitete er an der Schwarze-Front-Zeitung Die Zeit (El Tiempo) in Montevideo mit. Im Januar 1943 wurde Fricke von den argentinischen Behörden in Arrest genommen, zunächst unter Rauschgiftanklage. Anfang 1944 wurde er als politischer Häftling in Esperanza in der Provinz Santa Fe interniert. Zum Ende des Zweiten Weltkriegs wurde er aus der Internierung entlassen und floh nach Paraguay, wo er zeitweisen Anschluss an die religiöse Bruderschaft der Hutterer fand.
William Donovan vom amerikanischen Office for Strategic Studies (OSS) berichtete dem amerikanischen Präsidenten Franklin Roosevelt nach der Sichtung eines abgefangenen Straßer-Briefes, das Fricke „ganz offen“ bekenne, dass die Frei-Deutschland-Bewegung (FDB) ein zweckdienliches Etikett für Nationalsozialismus sei. Auf dieser Information baute Donovan die Einschätzung sei, dass Straßer und Fricke „Nazis ohne Hitler“ seien. Da die Amerikaner Fricke in Buenos Aires nicht mehr als nützlich, sondern als lästig, ansahen, begannen sie ihn zu dieser Zeit ins Visier zu nehmen: Die amerikanische Botschaft in Argentinien denunzierte ihn bei den Behörden als Drogenhändler. Fricke wurde schließlich von der politischen Polizei festgenommen, aber nach zwei Tagen wieder auf freien Fuß gesetzt. Fricke selbst behauptete, der Richter habe erkannt, dass es sich bei den Anschuldigungen gegen ihn um ein abgekartetes Spiel gehandelt habe. Er nahm allerdings an, dass die „nazistischen argentinischen Behörde“ mit dem Vorgehen gegen ihn, einen unangenehmen Gegner ausschalten hätte wollen.
Von den Briten erhielt Fricke zeitweise Unterstützung in Argentinien. Angeblich war er sogar der Verbindungsmann zu den Geheimdiensten Argentiniens, Großbritanniens und der USA. Nachdem die Briten Ende 1942 von Straßer abrückten, beendeten sie auch die Zusammenarbeit mit Fricke. Der Vorschlag Frickes bei der britischen und amerikanischen Botschaft, eine Deutsche Legion aus den Straßer-Anhängern zu bilden, die im besiegten Deutschland als Truppe mit polizeilichen Funktionen dienen sollte, wurde von diesen strikt abgelehnt.
Fricke behauptete, dass er Mitte Februar 1943 in seiner Wohnung erneut von Beamten der politischen Polizei festgenommen wurde. Er verbrachte anschließend elf Monate im Gefängnis in Buenos Aires. Anschließend wurde er ins Landesinnere verbannt. 1944 wurde er auf freien Fuß gesetzt und zog sich dann mit seiner Frau bis zum Kriegsende in eine Siedlung der Hutterer in Paraguay zurück.

### Rückkehr in die Bundesrepublik (1950 bis 1956)
Im November 1950 kehrte Fricke nach Europa zurück und reiste illegal über die Schweiz in der Bundesrepublik ein. Im Auftrag von Strasser sollte er dort über Möglichkeiten zur politischen Betätigung der Strasser-Anhänger sondieren, wobei sein besonderes Interesse den Vertriebenenorganisationen galt.
Straßers Anhänger in Deutschland organisierten sich in dem am 18. Oktober 1948 gegründeten Bund für Deutschlands Erneuerung (BDE) und sammelten sich in Freundeskreisen. Jedoch verboten die britischen und amerikanischen Militärregierungen den Straßer-Freunden zunächst jede politische Betätigung.

#### Betätigung in der DSP
Ein politisches Betätigungsfeld in der Bundesrepublik fand Fricke schließlich 1951 in der von Günther Gereke gegründeten Deutschen Sozialen Partei (DSP), deren Bundesgeschäftsführer er noch im selben Jahr wurde. Er nutzte diese Position, um zu versuchen, die Voraussetzung für eine Rückkehr von Otto Strasser nach Deutschland zu schaffen, dem zu dieser Zeit das Betreten des Staatsgebietes verboten war. Die DSP betrachtete Fricke persönlich als ein Sprungbrett für eine zukünftige Retablierung einer Organisation im Sinne Strassers in Deutschland.
Gereke schloss sich, nach seinem Ausschluss aus der CDU, dem BHE an, in dem er aber ebenfalls starke Ablehnung erlebte. Er gründete darauf mit Freunden 1951 die Deutsche Soziale Partei (DSP), die eine „völkische Erneuerung Deutschlands“ forderte und eine friedliche Wiedervereinigung der beiden deutschen Staaten als ihr wichtigstes Ziel propagierte. Als Geschäftsführer der neuen Organisation wählte Fricke Gereke aus. Der Vizepräsident des Bundesamtes für Verfassungsschutz, dessen Organisation die Aktivitäten Frickes beobachtete, urteilte, dass Fricke sich der DSP angeschlossen habe, weil er die Straßer-Leute für zu schwach halte, um ihre Ziele alleine zu erreichen. Die Behörde befürchtete, dass die Straßer-Leute sich mit der DSP Gereke zusammentun könnten.
Es gelang Fricke jedoch nicht, die DSP zu Straßers neuer politischer Heimat zu machen. Viele Straßer-Anhänger lehnten es nämlich ab, in die Partei – die für vom Osten unterwandert hielten – einzutreten. Nur wenige persönliche Freunde von Fricke, darunter Walther Stennes, traten in die DSP ein.
Bei der niedersächsischen Landtagswahl am 6. Mai 1951 kam die DSP nur auf 0,8 % der Wählerstimmen. Nach dieser Niederlage trennte Fricke sich von Gereke und der DSP.

#### Zerwürfnis mit Straßer (1951)
Ab Januar 1951 gab Fricke die Freiheitsbriefe heraus, in denen Straßer damals seine politischen Ansichten verbreitete. Fricke selbst bekannte sich in diesem Organ zur „alte[n] Idee des völkisch-gebundenen Sozialismus“, den „Hitler verfälscht“ habe und den „Straßer zum Siege führen“ werde und erklärte, dass er seine Aufgabe darin sehe, bei allen „alten Kämpfer“ für Volk und Vaterland „die Saat des Glaubens auszustreuen“.
Mit dem Gros der Straßer-Anhänger, die er in Deutschland vorfand, kam Fricke nicht gut zurecht: Durch seine persönliche Art brüskierte er viele von diesen. Zudem griff er auf eine nicht immer taktvolle Weise in das Gefüge der BDE ein.

Meinungsverschiedenheiten führten schließlich zum Ende der Zusammenarbeit Frickes mit Straßer. Während einer Tagung der Straßer-Anhänger in Stuttgart am 15. Juli 1951 entzog Straßer Fricke die Stellvertretungsvollmacht. Fricke behauptete hingegen später, dass er sein Amt zur Verfügung gestellt habe und sich wegen Streitigkeiten mit dem Straßer-Funktionär Waldemar Wadsack aus der Straßer-Bewegung zurückgezogen habe. Als Anführer der Anti-Fricke-Fraktion befürwortete Wadsack ein Zusammengehen mit den Westmächten, während Fricke einer Unterstützung aus dem Osten zuneigte. Wadsack schmähte Fricke in einem Brief an Straßer als „selbstsüchtigen gernegroß“, der nicht ernst zu nehmen sei, und tadelte Straßer für seine mangelnde Strenge gegenüber Fricke. Obwohl Straßer Fricke gegenüber Wadsack verteidigte, führten die Differenzen von Fricke und Straßer 1951 zum Ende ihrer mehr als zwanzigjährigen Zusammenarbeit. Fricke kündigte Straßer Sommer 1951 die Freundschaft auf. Er begründete dies damit, dass sein Idealismus mit Straßers Verständnis von Geschäftspolitik zum „Brotwerb“ nicht vereinbar sei.

#### Weitere politische Betätigung in Deutschland (1951 bis 1957)
1952 besuchte Fricke die DDR und blieb längere Zeit dort, weil er im Westen seine Verhaftung fürchtete.
Zeitweise betrieb Fricke das Freie Nachrichtenbüro, eine „Informationszentrale für aktuelle Ereignisse und personelle Zusammenhänge auf dem Gebiet der nationalen Rechten“.
Auch war er in der kurzlebigen links-neutralistischen Nationalen Partei Deutschlands aktiv.
1952 gründete Fricke das Freie Nachrichtenbüro (fnb), das er als „Informationszentrale für aktuelle Ereignisse und personelle Zusammenhänge auf dem Gebiet der nationalen Rechten“ beschrieb. Mit dieser Organisation begleitete er die Bundestagswahl von 1953 als Journalist.
Zusammen mit Wolf Graf Westarp leitete Fricke die norddeutsche Redaktion der national-revolutionär ausgerichteten Deutschen National-Zeitung (DNZ). Diese erschien erstmals am 21. August 1953 wurde aber bereits ein Jahr später, im Juli 1954 liquidiert. Die Zeitung widmete sich vor allem der Opposition gegen die Europäische Verteidigungsgemeinschaft (EVG), zu welchem Zweck ihr heimlich auch Unterstützungsgelder aus der DDR zufließen.
Mit der von 1953 bis Juli 1954 erscheinenden Deutschen National-Zeiuntg (DNZ) opponierte Fricke gegen Europäische Verteidigungsgemeinschaft und Westintegration der BRD.
Auf Weisung Straßers engagierte Fricke sich nach seiner Rückkehr nach Deutschland, wo er sich in Hannover niederließ, in der Vertriebenenbewegung. Er betätigte sich im Bund der Heimatvertriebenen und Entrechteten (BHE), da er glaubte, dass die „revolutionären Bedingungen des Elends und die politische Ziellosigkeit dieser Gruppen“ sie für die Ziele der Straßer-Anhänger besonders empfänglich machen würden. In der im Juli 1952 als einer Abspaltung des rechten Flügels des BHE gegründeten Bundes Heimattreuer Deutscher (BHD) fungierte Fricke kurzzeitig als Pressesprecher. Der Plan, nach dem sich abzeichnenden Verbot der Sozialistischen Reichspartei (SRP) deren Anhänger in den BHD zu ziehen und eine eigene Fraktion im Niedersächsischen Landtag zu gründen, scheiterte jedoch: Nach dem Verbot der SRP wandten sich deren Anhänger der Deutschen Reichspartei und der Deutschen Partei (DP) zu. Fricke betätigte sich aufgrund der Erfolglosigkeit der DHP ersatzweise in kurzlebigen links-neutralistischen Nationalen Partei Deutschlands (NPD), dem westdeutschen Ableger der Nationaldemokratischen Partei Deutschlands (NDPD) der DDR.
Marion Dönhoff kommentierte das beständige Wechseln von Fricke und einigen anderen nationalen Revolutionären von einer erfolglosen radikalen politischen Gruppe in die nächste (und nächste, und nächste etc.) während dieser Jahre mit der Einschätzung, dass es sich hierbei um eine „Wanderschaft der ewig Unzufriedenen“ handele. Dönhoff:

„Wenn man die politische Szene Anfang der Fünfziger Jahre betrachtet, meint man, jede zweite Partei sei eine Nazi-Partei […]. Dass dies eine optische Täuschung ist, - weil, wie auf einer Drehbühne, immer die gleichen Figuren im Vordergrund erscheinen – bald in dieser, bald in jener Partei, das wird deutlich am Lebenslauf des früher in Südamerika für Dr. Otto Strasser tätigen Bruno Fricke. […].“

Das Weltbild Frickes in den Jahrzehnten vom Ende des Zweiten Weltkriegs bis zu seinem Tod umfasste sowohl eine entschiedene Ablehnung des amerikanischen Kapitalismus als auch des Kommunismus der Sowjetunion und seiner Satelliten. Demgegenüber erstrebte Fricke einen dritten Weg zwischen Ost und West, also die Verwirklichung eines zu den beiden großen Systemen der Zeit alternativen politischen Modells. Wie in der Weimarer Zeit und seinen Exiljahren während der NS-Herrschaft propagierte Fricke in den Nachkriegsjahren einen „Sozialismus auf nationaler Basis“. Einen solchen hielt er für die „einzige Alternative zu dem sich immer ähnlicher werdenden Kommunismus und Kapitalismus“ der großen Systemblöcke während des Kalten Krieges.
Fricke selbst beschrieb sich politisch auch in den Nachkriegsjahrzehnten noch immer als „NationalSOZIALIST“, wobei er sich von der Hitler'schen Variante der Idee nachdrücklich distanzierte. Sein Biograf Ramspeck kennzeichnete Frickes Einstellung für diese Zeit als antiamerikanisch, antikommunistisch und antisemitisch sowie als nach wie vor von der Idee einer ständisch organisierten Staats- und Gesellschaftsordnung mit einer „Auslese der Besten“ erfüllt.
Über die drei politischen Idole seines Lebens urteilte Fricke während seiner späteren Jahre:

„Resigniert stelle ich am Ende meines Lebens fest, dass die drei Richtmänner, denen ich Jahre meines Daseins geopfert und Gefolgschaft gelobt hatte, - Kaiser Wilhelm, Adolf Hitler, Otto Strasser - politisch und menschlich versagt haben! Der erste starb im Exil, der zweite im Zusammenbruch, der dritte in der Erbärmlichkeit.“

Deutschland betrachtete Fricke in der Nachkriegszeit als ein bzw. zwei unter Fremdherrschaft stehende Gebilde: Als besetzte und nicht-souveräne Gebiete bzw. Schein-Staaten. Noch in den 1980er Jahren argumentierte er, dass das Land sich im Grunde noch immer im Kriegszustand befinde („1945 erlosch der letzte Widerstand des deutschen Heeres, doch der Krieg ging weiter bis heute, denn es wurde kein Frieden geschlossen, obgleich jetzt vierzig Jahre seit dem Niederlegen der Waffen vergangen sind!“). Den westdeutschen Bundestag und die ostdeutsche Volkskammer waren für ihn Herrschaftsinstrumente der Kriegssiegermächte und die Abgeordneten als Knechte der Kriegssieger, die willfährig deren Weisungen ausführen würden. Als politisches Ideal für das Land schwebte Fricke bis zu seinem Tod die Etablierung eines vereinigten, neutralen, blockfreien Deutschlands vor.

### Erneutes Leben in Südamerika (1957 bis 1985)

#### Leben in Paraguay (1956 bis 1962)
1956 kehrte Fricke, da er sich in Deutschland nach mehr als zwanzigjährigem Auslandsaufenthalt nicht mehr zurechtfand, mit seiner Frau nach Südamerika zurück. Sein Biograf Ramspeck notierte zu den Gründen für die Rückkehr des Ehepaars nach Südamerika, dass die politischen und wirtschaftlichen Verhältnisse im Deutschland der 50er Jahre und Frickes persönliche Eigenwilligkeiten es ihm sehr schwer gemacht hätten, sich in die westdeutsche Gesellschaft der 50er Jahre einzufügen. Hinzu sei gekommen, dass die Enge und Unfreiheit im dicht besiedelten Europa und die klimatischen Bedingungen des Kontinents sich für Fricke und seine Frau nach zwanzig Jahren im dünn besiedelten und tropischen Südamerika zusätzlich belastend ausgewirkt hätten, so dass sie eine Rückkehr nach Südamerika vorgezogen hätten.
In Paraguay leitete Fricke in der Kolonie Bellavista im Südosten des Landes als Direktor eine deutsch-paraguayische Schule, die auch mit bundesdeutschen Geldern unterstützt wurde. Er und seine Frau unterrichteten 70 Kinder, zumeist die Kinder von Deutsch-Brasilianern. Der deutsche Kulturattaché im Land berichtete dem Auswärtigen Amt, dass die Schule unter der „außerordentlich aktiven Leitung“ des Ehepaars Fricke in kurzer Zeit zu der „mit Abstand führenden deutschsprachigen Lehranstalt“ in der Region Alto Paraná geworden sei. Im Juni 1961 schied Fricke aus seiner Stellung als Schulleiter jedoch nach Meinungsverschiedenheiten mit deutschen Diplomaten im Streit aus. Fricke bezichtigte u. a. den deutschen Kulturattaché einen Keil zwischen den Schulverein und die Lehrer zu treiben, an dem die Schule zerbrechen würde und begingen Denunziationen gegen den Diplomaten bei der paraguayischen Schulaufsicht.

#### Übersiedlung nach Bolivien und letzte Jahre (1962 bis 1985)
Wenige Monate später verließ Fricke Paraguay wegen einer Geheimdienstaffäre: Fricke hatte in ungeklärter Form mit dem Chef der Auslandsabteilung des Geheimdienstes (Dirección Nacional de Asuntos Técnicos), Pedro Prokopchuk, zusammengearbeitet. Nachdem Prokopchuk, trotz Warnungen Frickes dies besser nicht zu tun, seine Vorgesetzten über einen Drogen-Schmuggelring, in den auch hohe paraguayische Politiker verwickelt gewesen sein sollen, informierte, wurde er am 23. September 1961 im Kino Splendid in Asunción erschossen. Fricke behauptete, dass er daraufhin über den Rio Paraná nach Argentinien geflüchtet sei.
Gesichert ist, dass Fricke seit 1962 in Bolivien lebte, zeitweise unter dem Decknamen Rathner. Dort konnte er sich mit Hilfe des späteren Präsidenten Alfredo Ovando Candia, den er aus Asuncion kannte, ansiedeln. In Bolivien gab Fricke zunächst Offizieren Deutschunterricht, um dann für das Landwirtschaftsministerium als „Jefe de Colonización im tropischen Chaparé-Chimoré“ zu arbeiten.
Nach einigen Jahren konnte Fricke sich aus den Mitteln einer Erbschaft in der Nähe der Provinzhauptstadt Santa Cruz ein Gehöft mit 28 Hektar Land kaufen. Seinen Lebensunterhalt bestritt er fortan aus den Erträgen von Kaffee, Bananen, Eiern, Käse und Maniok, die er dort anbaute sowie aus Bezügen für seine Tätigkeit als Informant des Bundesnachrichtendienstes (BND). Für den letzteren war er bereits seit 1960 tätig und setzte seine Tätigkeit bis zu seiner Verabschiedung 1978 fort.
Aufsehen in Forscherkreisen erregte die in den 1960er Jahren von Fricke aufgestellte Behauptung, dass sein früherer Weggefährte Martin Bormann, Hitlers rechte Hand während der letzten Jahres des Zweiten Weltkriegs, nach dem Krieg nach Südamerika gelangt und 1959 an Magenkrebs in Paraguay verstorben sei. Diese Version von Bormanns Schicksal nach dem Zusammenbruch der NS-Diktatur widerspricht allerdings der von der Forschung weithin akzeptierten und amtlich anerkannten Auffassung, dass Bormann sich Anfang Mai 1945 in Berlin durch Zerbeißen einer Zyankalikapsel selbst tötete und ein 1972 in Berlin entdecktes Skelett seine sterblichen Überreste darstellen.

### Tod
Fricke und seine Frau starben am Pfingstsonntag 1985. Dem Bericht eines Freundes zufolge fand Fricke seine Frau nach der Rückkehr von einem morgendlichen Ausritt tot vor und nahm sich daraufhin – entsprechend einer Vereinbarung der Eheleute, dass wenn einer von ihnen sterbe, der andere dem Verstorbenen in den Tod folgen solle („Wenn einer von uns stirbt, scheidet der andere auch aus dem Leben.“) – selbst das Leben.
Gemäß dem Wunsch des Paares wurden die beiden auf ihrem Besitz beigesetzt.

## Bewertungen
Hans-Adolf Jacobsen hat Fricke als den „Prototyp des Landsknechts, des verschworenen Feindes der Republik und des nimmermüden Organisators“ beschrieben. Der Spiegel kennzeichnete Fricke und Strasser im Jahr 1967 mit Blick auf ihre Betätigung in der Zeit nach dem Zweiten Weltkrieg als „Ausgebrannte und Enttäuschte“, die vor 1933 mit Hitler gebrochen hätten, um die halbe Erde geflohen seien und nach dem Krieg wiedergekehrt seien, um endlich ihr Ideal eines nationalsozialistischen Ständestaates zu verwirklichen.
Sax Braxford charakterisierte Fricke während des Zweiten Weltkriegs als „ein aktiver, nervöser, phantasiebegabter Mann des Schlages, der die Unterführerschaft der Nazipartei während ihres durchschlagenden Aufstiegs zur Macht“ gebildet habe (“an active, nervous, imgaginative man of the type that made up the subordinate leadership of the Nazi party itself in its smashing rise”).
Hasso Ramspeck formulierte als Bilanz von Frickes Leben: „Selbstkritik und Selbstzweifel kannte er nicht. Trotz aller Rückschläge und Enttäuschungen, trotz des bewegten, unbeständigen Lebens, trotz der finanziell stets beengten Verhältnisse sah er sich selbst nicht als gescheitert an.“ Er hätte „sein Leben dem Kampf untergeordnet“. Speziell zum Scheitern von Frickes Versuch, nach dem Krieg noch einmal politisch Fuß in der Bundesrepublik zu fassen, schrieb Ramspeck, dass „persönliche Animositäten, unrealistische Ambitionen, mangelnde Kompromissfähigkeit, Intrigen und Querköpfigkeit“ ihm im Weg gestanden hätten.

## Ehe und Familie
Fricke heiratete am 5. Juli 1930 in Danzig Anna Käthe Helene Schade (* 29. März 1907 in Wittenburg, Mecklenburg-Schwerin; † Mai 1985), eine Tochter des Gutsbesitzers Alexander Schade und seine Ehefrau Elisabeth Johanna Helene du Bosque.

## Archivische Überlieferung
Im Bundesarchiv Berlin haben sich im Bestand Oberreichsanwalt beim Reichsgericht (R 3003) verschiedene Akten über Verfahren der 1920er Jahre, die sich gegen Fricke richteten, erhalten (R 3003/2925; R 3003/1263; R 3003/24202; R 3003/16313; R 3003/2926). Im Bestand des Reichsjustizministeriums (R 3001) liegt eine weitere Akte (R 3001/12694) zu ihm. Und im Bestand des Reichskommissars für Überwachung der öffentlichen Ordnung ebenfalls eine Akte (R 1507/2392). Die letztere ist über die invenio-Datenbank online einsehbar.
Im Bestand des ehemaligen Berlin Document Centers (BDC) haben sich diverse personenbezogene Akten zu Fricke erhalten, so eine Akte des Parteigerichts der NSDAP (R 9361-I/17700), eine Akte mit Parteikorrespondenz an und über ihn (R 9361-II/258392).

## Schriften
- Auslandsdeutsche!, 1929.

Unveröffentlichte Manuskripte
- Die Hutterer, Mai 1945.
- Gedankensplitter, ohne Datum. (407 durchnummerierte, zwischen 1982 und 1985 in unregelmäßiger Folge entstandene kurze Texte zu unterschiedlichen Themen)
- Familiengeschichten, ohne Datum. (Lebenserinnerungen, zwischen 1981 und 1985 entstanden)
- Der Fall Altmann, ohne Datum.
- Rechenschaftsbericht der FDB für die Jahre 1943–1945, ohne Datum.
- Zwei deutsche Mädchen, ohne Datum (über Monika Ertl und Tamara Bunke)